# Васьківці (Молодечненський район)
Васьківці (біл. вёска Васькаўцы) — село в складі Молодечненського району Мінської області, Білорусь. Село підпорядковане Городоцькій сільській раді, розташоване в західній частині області.

## Історія
У 1921–1945 роках село знаходилось у Польщі, у Вільнюськім воєводстві, Вілейського повіту, з 1927 року Молодечненського повіту, гміні Гарадок.

## Населення
- 1866 рік — 55 людини, 10 будинки[1]
- 1921 рік — 173 людини, 34 будинків[2].
- 1931 рік — 182 людини, 33 будинків[3].